# 윤찬영
윤찬영(尹燦榮, 2001년 4월 25일 ~ )은 대한민국의 배우이다. 2013년 드라마 《남자가 사랑할 때》로 데뷔하였다.

## 학력
- 문화초등학교 (졸업)
- 신일중학교 (졸업)
- 고양예술고등학교 연기과 (졸업)
- 한양대학교 연극영화학과 (재학)

## 연기 활동

### 드라마
- 2013년 MBC 수목드라마 《남자가 사랑할 때》 ... 어린 이재희 역 (연우진 아역)
- 2013년 tvN 금요드라마 《몬스타》 ... 어린 정선우 역 (강하늘 아역)
- 2014년 EBS1 수목 어린이 드라마 《잭과 팡》 ... 잭 목소리 역
- 2014년 EBS1 금요드라마 《플루토 비밀결사대》 ... 이우진 역
- 2014년 tvN 금토드라마 《갑동이》 ... 어린 류태오 역 (이준 아역)
- 2014년 MBC 주말드라마 《마마》 ... 한그루 역
- 2015년 MBC 월화 특별기획 드라마 《화정》 ... 어린 홍주원 역 (서강준 아역)
- 2015년 SBS 월화 특별기획 드라마 《육룡이 나르샤》 ... 어린 땅새(이방지) 역 (변요한 아역)
- 2015년 tvN 월화드라마 《풍선껌》 ... 어린 박리환 역 (이동욱 아역)
- 2016년 MBC 주말연속극 《불어라 미풍아》 ... 어린 이장고 역 (손호준 아역)
- 2016년 SBS 월화드라마 《낭만닥터 김사부》 ... 어린 강동주 역 (유연석 아역)
- 2017년 tvN 월화드라마 《하백의 신부 2017》 ... 어린 신후예 역 (임주환 아역)
- 2017년 MBC 월화 특별기획 드라마 《왕은 사랑한다》 ... 어린 왕린 역 (홍종현 아역)
- 2017년 ~ 2018년 SBS 월화 특별기획 드라마 《의문의 일승》 .. 어린 김종삼 역 (윤균상 아역)
- 2018년 SBS 월화드라마 《서른이지만 열일곱입니다》 ... 어린 공우진 역 (양세종 아역)
- 2019년 SBS 2부작 월화드라마 《17세의 조건》 ... 고민재 역
- 2019년 SBS 금토드라마 《의사요한》 ... 이기석 역
- 2020년 SBS 월화드라마 《아무도 모른다》 ... 주동명 역
- 2020년 SBS 월화드라마 《브람스를 좋아하세요?》 ... 승지민 역 (특별출연)
- 2022년 NEXFILX 오리지널 드라마 《지금 우리 학교는》 ... 이청산 역
- 2022년 Seezn 오리지널 드라마 《소년비행》 ... 공윤탁 역
- 2022년 Seezn 오리지널 드라마 《소년비행 2》 ... 공윤탁 역
- 2023년 ENA 수목드라마 《딜리버리 맨!》 ... 서영민 역
- 2024년 Wavve 오리지널 드라마 《조폭인 내가 고등학생이 되었습니다》 ... 송이헌 / 김득팔 역
- 2025년 Disney+ 오리지널 드라마 《하이퍼나이프》 … 서영주 역

### 영화
| 연도 | 제목                      | 역할        | 비고 |
| ---- | ------------------------- | ----------- | ---- |
| 2014 | 《이쁜 것들이 되어라》    | 어린 한정도 |      |
| 2014 | 《맨홀》                  | 어린 수철   |      |
| 2014 | 《소녀괴담》              | 어린 강인수 |      |
| 2017 | 《중2라도 괜찮아》        | 한철        |      |
| 2018 | 《당신의 부탁》           | 종욱        |      |
| 2019 | 《생일》                  | 정수호      |      |
| 2019 | 《어제 일은 모두 괜찮아》 | 준영 / 지근 |      |
| 2020 | 《젊은이의 양지》         | 이준        |      |

## 연기 외 활동

### 뮤직 비디오
| 연도 | 가수          | 노래         | 비고 |
| ---- | ------------- | ------------ | ---- |
| 2013 | 용감한 녀석들 | 《멀어진다》 |      |

### 예능
| 연도   | 방송사 | 프로그램  | 비고   |
| ------ | ------ | --------- | ------ |
| 2022년 | JTBC   | 아는형님  | 게스트 |
| 2022년 | tvN    | 식스센스  | 게스트 |
| 2022년 | 유튜브 | 동네스타K | 게스트 |

### 광고
| 연도 | 기업명      | 제품명          | 종류         | 공동 출연 |
| ---- | ----------- | --------------- | ------------ | --------- |
| 2015 | 세종 파인힐 | 세종유로 아울렛 | 아울렛쇼핑몰 | 송윤아    |
| 2017 | 제이씨비    | JCB             | 쥬니어 의류  |           |

## 수상 및 후보
| 연도 | 시상식                   | 부문            | 작품                    | 결과 |
| ---- | ------------------------ | --------------- | ----------------------- | ---- |
| 2014 | 제3회 에이판 스타 어워즈 | 남자 아역상     | 마마                    | 수상 |
| 2014 | MBC 연기대상             | 아역상          | 마마                    | 수상 |
| 2016 | MBC 연기대상             | 불어라 미풍아   | 후보                    |      |
| 2017 | MBC 연기대상             | 왕은 사랑한다   | 후보                    |      |
| 2018 | SBS 연기대상             | 청소년연기상    | 서른이지만 열일곱입니다 | 후보 |
| 2019 | 제6회 들꽃영화상         | 신인배우상      | 당신의 부탁             | 후보 |
| 2019 | 제28회 부일영화상        | 남자 인기스타상 | 생일                    | 후보 |
| 2019 | SBS 연기대상             | 청소년연기상    | 17세의 조건, 의사요한   | 수상 |
| 2022 | 제8회 에이판 스타 어워즈 | 남자 신인상     | 지금 우리 학교는        | 수상 |